# Urumea
De Urumea is een rivier in het noorden van het Iberisch Schiereiland die ontspringt in de Spaanse autonome gemeenschap Navarra en via het Baskenland, in de stad San Sebastian uitstroomt in de Cantabrische Zee, het zuidelijke gedeelte van de Golf van Biskaje. De rivier ontspringt op een hoogte van 1.136 m, is 59 kms lang, heeft een stroomgebied van 279 km2 en een debiet van 9,99 m3 per seconde, wat een behoorlijk groot debiet is voor een rivier met deze lengte. 

## Stroomgebied
De Urumea ontspringt bij het dorp Ezkurra in Navarra, een van de plaatsen met de meeste neerslag in Spanje, en loopt door een smal, diep dal met steile helling tot Hernani. Na Hernani is de loop van de rivier aanmerkelijk minder steil, en wordt het bredere dal gekenmerkt door velden en meer stroomafwaarts door de intensieve bebouwing van de stad San Sebastian en haar voorsteden. In San Sebastian stroomt de rivier door de districten Martutene en Loiola, en vormt daarna de grens tussen de districten Amara Berri en Centro op de linkeroever, en Egia en Gros op de rechteroever.  
Voordat grote delen van de monding droog werden gelegd, had de rivier een erg brede monding, tussen de heuvels Igueldo en Ulía, waartussen de Urgull, de heuvel waar tegenwoordig het centrum van de stad San Sebastian tegenaan ligt, een eilandje was met een tombolo in wording. Deze monding werd gekenmerkt door een zeekleilandschap met waterplassen. Uiteindelijk is er door aanslibbing een landtong ontstaan tussen de Urgull en het vasteland, waardoor de monding van de Urumea gescheiden werd van wat tegenwoordig de baai van La Concha is. 
Het waterniveau van de rivier stijgt aanmerkelijk in de herfst en het begin van de winter, als in het stroomgebied de meeste regen valt. Er kunnen dan overstromingen voorkomen in Hernani, Astigarraga en Martutene, een wijk van San Sebastian. Het waterniveau van de rivier kan sterk veranderen in korte tijd.

## Flora en Fauna
Een deel van de rivier is een Europees natuurgebied dat valt onder Natura 2000. In het stroomgebied komen in grote hoeveelheid de vissoorten beekforel, elrits, paling en bermpje voor. Ook is de Atlantische zalm, nadat die soort er uitgestorven is geweest. Wat betreft de zoogdieren, komt er de ernstig bedreigde diersoort de Europese nerts voor, alsmede de Pyrenese desman. De begroeiing in de onderstroom wordt gekarakteriseerd door de lijsterbes. 

## Bruggen
Bij de doorkomst van San Sebastian gaat de Urumea onder een aantal monumentale bruggen door: de Puente de María Cristina uit 1905 is een voorbeeld van art nouveau en de Puente de Zurriola uit 1915 van art deco. Daartussen ligt de Puente de Santa Catalina, de oudste en drukste brug van het centrum van de stad. 